# Medalla de Asturias
La Medalla del Principado de Asturias es una condecoración civil española, la distinción más elevada otorgada en esa comunidad autónoma. Tiene por objeto premiar méritos considerados verdaderamente singulares, realizados tanto por personas como entidades destacadas por haber prestado servicios o actividades de diferente naturaleza en beneficio de los intereses generales del Principado de Asturias. Se encuentra descrita en la Ley 4/1986, de 15 mayo, reguladora de los honores y distinciones publicada en el Boletín Oficial del Principado número 125, de 30 de mayo de 1986. Esta norma sustituyó el Reglamento para la concesión de honores y distinciones de la antigua Diputación Provincial de Asturias, de 29 de octubre de 1970. Esta medalla poseía dos categorías diferentes: Medalla de Oro y Medalla de Plata. En el año 2022 la Junta General del Principado unificó las dos categorías que existían antes en una sola.
La Medalla de Asturias tiene un carácter honorífico, ya que no conlleva prestación económica alguna. No puede ser entregada al presidente ni a diputados de la Junta General del Principado, miembros del Consejo de Gobierno ni ningún otro alto cargo de la administración asturiana mientras se encuentre en activo. Puede ser otorgada a título póstumo siempre y cuando no hayan transcurrido más de dos años desde el fallecimiento del candidato. Su concesión se encuentra limitada a un máximo anual de dos medallas de oro y seis medallas de plata, no computando las entregadas por motivos de cortesía o reciprocidad a autoridades españolas o de otros países. Es obligatorio elaborar un informe o expediente, con carácter previo, en el que queden constatados los méritos que justifiquen el nombramiento. Este medalla se concede mediante un acuerdo emitido por el Consejo de Gobierno y debe aparecer publicado en el Boletín Oficial del Principado de Asturias y se impone de forma solemne durante los actos de celebración del Día de Asturias, el 8 de septiembre festividad de la Virgen de Covadonga, que es patrona de Asturias.
La insignia consiste en una medalla de forma circular, con un diámetro de siete centímetros y un grosor de cuatro milímetros. En su anverso aparece grabado en relieve el escudo de Asturias, acompañado de la inscripción "Principado de Asturias". En el reverso figura escrito el nombre de la persona o entidad galardonada. Está realizada en el metal correspondiente a cada categoría. 

## Medallas de oro
Han recibido esta medalla en su categoría de oro:
| Año  | Condecorados |
| ---- | --- |
| 1986 | Felipe de Borbón y Grecia, príncipe de Asturias |
| 1987 | Equipo de salvamento vasco que atendió a accidentados en los Picos de Europa. |
| 1990 | Severo Ochoa de Albornoz |
| 1991 | Sabino Fernández Campo |
| 1995 | Francisco Grande Covián Compañía "Asturias" de la Agrupación Táctica "Galicia" (Ejército de Tierra) |
| 1998 | Fundación Príncipe de Asturias |
| 1999 | Ángel González Muñiz |
| 2001 | Carlos Bousoño Prieto |
| 2002 | Juan Cueto Alas Cigarreras de la Fábrica de Tabacos de Cimadevilla (Gijón) |
| 2003 | Emilio Barbón Martínez (a título póstumo) |
| 2004 | Víctimas del atentado del 11 de marzo |
| 2005 | Graciano García García |
| 2006 | Fernando Morán López |
| 2010 | José María Martínez Cachero (a título póstumo) |
| 2011 | Rafael Fernández Álvarez (a título póstumo) Alberto Aza Arias |
| 2012 | Sergio Marqués Fernández (a título póstumo) |
| 2014 | Ángel García Rodríguez, padre Ángel |
| 2015 | Corporación Masaveu |
| 2016 | José Manuel Vaquero Tresguerres, periodista y consejero del grupo Prensa Ibérica |
| 2017 | Plácido Arango Arias |
| 2018 | Descubridores de la cueva de Tito Bustillo: Ruperto Álvarez Romero, Eloisa Fernández Bustillo, Jesús Manuel Fernández Malvárez, Pilar González Salas, Adolfo Inda Sanjuán, Amparo Izquierdo Vallina, María Pía Posada Miranda, Elías Pedro Ramos Cabrero, Celestino Fernández Bustillo (a título póstumo) y Fernando López Marcos (a título póstumo). Centros asturianos centenarios: Centro Asturiano de México, Centro Asturiano de Mendoza; Centro Juventud Asturiana de Siero y Noreña en Buenos Aires; Asociación Civil Unión y Progreso Social y Recreativa Residentes del Ayuntamiento de Degaña en Argentina; Sociedades, Clubes y Uniones de La Habana; Centro Asturiano de Buenos Aires; Centro Asturiano de Mar del Plata; Centro Asturiano-Casa de Asturias del Uruguay; Centro Asturiano de Santa Fe; Centro Asturiano de Rosario; Centro Asturiano de Tampa y Centro Asturiano de Madrid. |
| 2019 | Vicente Álvarez Areces (a título póstumo) Brigada Central de Salvamento Minero |
| 2021 | Francisco Sosa Wagner Bernando Fernández Juan Bautista Fernández Fidalgo Juan Casero Lambás Ignacio de Otto (a título póstumo) Francisco Bastida Juan Luis de la Vallina Velarde (a título póstumo) José Manuel Riesco Morán |
| 2022 | Carlos López Otín Banco de Alimentos (Asturias) Alfredo Martínez Serrano Comunidad de monjas del Monasterio de San Pelayo (Oviedo) Raúl Entrerríos Isaura Souza Ordiales |
| 2023 | Leonor de Borbón (entregada en 2024) |